# 椿原泰夫
椿原 泰夫（つばきはら やすお、1932年（昭和7年） - 2016年（平成28年）10月8日）は、日本の教育者、政治運動家。

## 人物
福井県出身。「保守の立場に立った政治勢力の結集を見据え、機動的な国民運動を展開する」ための国民運動体「頑張れ日本!全国行動委員会」の京都本部代表、福井県支部相談役のほか、京都讀書會主宰機関紙『無窮』の編集・発行を務めた。菅野完によれば関西の保守活動界隈では知らぬ者はいなかったという。
衆議院議員の稲田朋美の実父で、森友学園問題についての国会審議のなかでは同学園の籠池理事長との交友関係について問われた稲田が関係を認める一幕もあった。

## 経歴
- 京都大学文学部卒業[3]
- 福井県立武生高等学校教諭、京都府立の高等学校教諭、京都府教育庁企画室長、1991-93年第十代京都府立洛北高等学校校長[6][7]。
- 京都讀書會主宰機関紙『無窮』の編集・発行人[3]
- 「頑張れ日本!全国行動委員会」の京都本部代表（2010年）[3]、福井県支部相談役・京都府本部顧問（2014年）[8][9]
- 2014年10月25日、「朝日新聞を糺す国民会議の結成国民第集会 決議文」の代表呼びかけ人として名を連ねた[9]。
- 自由主義史観研究会が全国各地に設けた世話人のうち大阪・京都世話人として活躍[10]

## 出演番組
- 桜プロジェクト 報道ワイド日本 Weekend「頑張れ日本！全国行動委員会」京都 発足発表 ほか（日本文化チャンネル桜 2010年11月4日｜同会の京都本部代表としてゲスト出演）[3]